# Sirmur

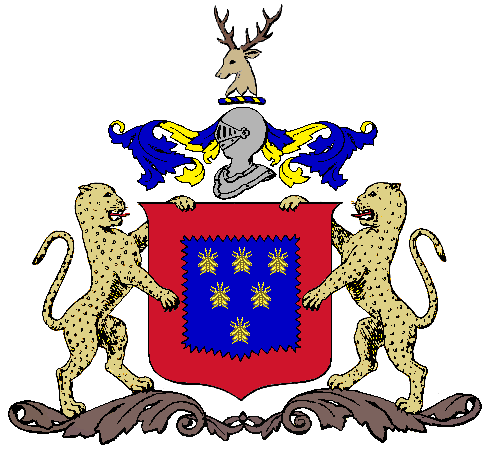
Blason

Sirmûr (ou Sirmoor) était un État princier des Indes, fondé en 1616, dirigé par des souverains qui portèrent le titre de "radjah" puis de "maharadjah" et qui subsista jusqu'en 1948, date à laquelle il fut intégré à l'État d'Himachal-Pradesh.

## Liste des radjahs

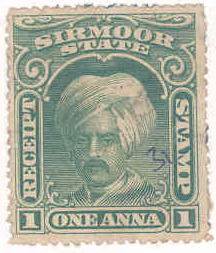
Timbre de Sirmûr

### Liste des radjahs puis maharadjahs de Sirmûr de 1793 à 1948

#### Radjahs
- 1721-1736 Bije Prakash (no) (+1736)
- 1736-1754 Pratit Prakash (no) (+1754)
- 1754-1770 Kirat Prakash (no) (+1770)
- 1770-1789 Jagat Prakash (no) (+1789)
- 1789-1793 Da’arm Prakash (no) (+1793 )
- 1793-1803 Karam Prakash II (no) (+1826)
- 1803-1804 Ratan Prakash (+1804)
- 1804-1815 Karam Prakash II (no) (rétabli)
- 1815-1850 Fateh Prakash (no) (1809-1850)
- 1850-1856 Raghubir Prakash (no) (1827-1856)
- 1856-1898 Shamsher Prakash (no) (1845-1898)
- 1898-1911 Surendra Bikram Prakash (en) (1867-1911)
- 1911-1918 Amar Prakash (en) (1888-1933)

#### Maharadjahs
- 1918-1933 Amar Prakash (en) (1888-1933)
- 1933-1948 Rajendra Prakash (en) (1913-1964)

#### Maharadjahs titulaires depuis 1948
- 1948-1964 Rajendra Prakash (en) (1913-1964)
- Depuis 1965 Udai Prakash